# Mordercza opona
Mordercza opona (ang. Rubber) – francuski horror komediowy z 2010 roku w reżyserii Quentina Dupieux opowiadający o oponie samochodowej obdarzonej mocami parapsychicznymi. Film miał premierę na Festiwalu Filmowym w Cannes i został dobrze przyjęty przez krytyków, choć komercyjnie nie odniósł sukcesu.

## Obsada
- Stephen Spinella jako szeryf Chad
- Jack Plotnick jako Księgowy
- Roxane Mesquida jako Sheila
- Wings Hauser jako człowiek na wózku inwalidzkim
- Ethan Cohn jako miłośnik filmów Ethan
- Charley Koontz jako miłośnik filmów Charley
- Hayley Holmes jako Cindy
- Haley Ramm jako Fiona
- Daniel Quinn jako Tata
- Devin Brochu jako Syn
- Tara Jean O'Brien jako Martina
- David Bowe jako pan Hugues
- Remy Thorne jako Zach
- Cecelia Antoinette jako kobieta
- Thomas F. Duffy jako zastępca szeryfa Xavier
- Blake Robbins jako zastępca szeryfa Luke
- Gaspard Augé jako autostopowicz
- Pedro Winter jako Tyre Burner

## Fabuła
Koniec lat 90. XX wieku. Gdzieś na pustyni w Kalifornii zbiera się grupa ludzi, żeby obejrzeć „film”. Wśród nich znajduje się szeryf Chad, który zwraca uwagę, że wiele momentów w kinie jak i w życiu zdarza się „bez powodu” i że ten film (grupa ogląda Morderczą oponę) jest hołd złożonym „bez powodu”.
Wówczas pojawia się Księgowy, który rozdaje widzom lornetki i odjeżdża na rowerze. Publiczność spogląda przez nie i czeka na rozpoczęcie „filmu”. W jego trakcie wszyscy co jakiś czas przerywają obserwację, by sprawdzić reakcję innych na wydarzenia, które przed chwilą miały miejsce.
Publiczność obserwuje jak nagle zostaje ożywiona porzucona opona (w napisach końcowych jest wymieniona jako Robert). Najpierw uczy się stać pionowo, a następnie toczyć. Po drodze znajduje plastikową butelkę po wodzie, którą po chwili wahania rozgniata. To samo robi z napotkanym skorpionem. Później znajduje szklaną butelkę po piwie, ale ponieważ nie może jej zgnieść przewraca się. Wówczas zaczyna intensywnie drgać i za pomocą psychokinezy doprowadza do jej pęknięcia. Ten sam sposób testuje również na puszce i króliku.
W pewnym momencie zauważa kobietę prowadzącą samochód i na niej również usiłuje użyć swoich mocy, ale sprawia, że tylko gaśnie jej silnik. Wówczas zaczyna toczyć się w stronę jej auta, lecz nadjeżdża ciężarówka, która potrąca oponę. Przerwane połączenie psychokinetyczne sprawia, że samochód kobiety znów rusza. W tym czasie opona powoduje wybuch wrony i dopada kierowcę, który ją potrącił. Używając swoich mocy w zemście rozsadza mu głowę.
Tocząc się przez pustynię dociera do miasta, gdzie natyka się na kobietę z samochodu. Zatrzymuje się ona w motelu, więc opona przez otwarte drzwi dostaje się do pokoju obok. Gdy pokojówka znajduje ją pod prysznicem i wyrzuca na zewnątrz, ta za karę ją zabija. W celu zbadania morderstwa na miejscu zjawia się szeryf Chad. Jest on zarówno jednym z „wewnętrznych” jak i „zewnętrznych” bohaterów filmu, który czasem pełni rolę narratora i komentatora.
Księgowy, który wcześniej rozdawał widzom lornetki chce szybciej zakończyć film i częstuje ludzi zatrutym indykiem. Umierają wszyscy poza człowiekiem na wózku inwalidzkim, który odmówił jedzenia. Księgowy informuje o tym szeryfa Chada, który jest świadkiem jak opona zabija właściciela motelu za to, że źle ją potraktował. Na czele grupy policjantów rozpoczyna na nią polowanie. Tymczasem księgowy próbuje otruć ostatniego widza, ale sam zjada skażone jedzenie i umiera.
Uciekająca przed policją opona natyka się na grupę ludzi palących stare opony. W odwecie masakruje „sprawców”. Później policjanci odnajdują ją w domu, gdzie po zabiciu mieszkańców zajęła się oglądaniem programu o wyścigach. Szeryf postanawia przygotować manekina (przypominającego kobietę, którą opona jest zainteresowana) i wypełnić go dynamitem, gdyż ma nadzieję, że eksplozja ją zniszczy. Jednakże, kiedy rozsadza głowę manekina dynamit nie wybucha. Rozwścieczony szeryf strzela do niej ze strzelby i zabija. Gdy odchodzi, opona zostaje nagle przywrócona do życia jako mały trycykl. Po zabiciu ostatniego widza (człowieka na wózku inwalidzkim), trycykl rekrutuje kilka innych opon, z którymi toczy się w stronę Hollywood.

## Przyjęcie filmu
Premiera filmu odbyła się 15 maja 2010 roku na 63. Międzynarodowym Festiwalu Filmowym w Cannes. Poza Francją obraz pokazano 9 lipca 2010 roku na Festiwalu Fantastyki. Krytycy generalnie dobrze przyjęli film. Internetowy serwis Rotten Tomatoes opierając się na 78 recenzjach przyznał mu 68% aprobaty. IndieWire określił go jako jeden z bardziej dziwacznych eksperymentów w swoim gatunku, dodając że po około sześćdziesięciu minutach jego oglądania można stracić zapał, lecz nie można za to winić reżysera.
Portal Twitch Film wystawił filmowi pozytywną recenzję i pochwalił go za nienaganne zdjęcia, muzykę oraz scenografię. The Huffington Post napisał, że Quentin Dupieu z sukcesem stworzył zabawny, czasami nawet budzący napięcie horror, z którego sam lekko kpi. Skutkiem jest intelektualna parodia, która jest jednocześnie głupia i błyskotliwa, populistyczna jak tandetne filmy klasy B, jednak z wyższością teatru absurdu.

## Nagrody i nominacje
Film prezentowano na różnych festiwalach, gdzie zdobył kilka nagród i nominacji.
Międzynarodowy Festiwal Filmów Fantastycznych w Puchon
- 2011: nagroda dla Quentina Dupieux

Scream Awards
- 2011: nominacja dla najlepszego niezależnego filmu

Kataloński Międzynarodowy Festiwal Filmowy w Sitges
- 2010: nagroda jury
- 2010: nagroda dla Quentina Dupieux
- 2010: srebrna nagroda za najlepszy film

Toronto After Dark Film Festival
- 2010: specjalna nagroda dla najoryginalniejszego filmu

Warszawski Międzynarodowy Festiwal Filmowy
- 2010: nominacja w sekcji Wolny Duch (kino niezależne) dla Quentina Dupieux